# Тера (телеканал)
Тера (макед. ТЕРА) — северомакедонский частный телеканал из города Битола. Один из первых коммерческих телеканалов в стране.

## История
Телеканал начал вещание 7 апреля 1993, в течение первых трёх лет он вещал исключительно на территории города Битолы. С 1996 года после строительства сети передатчиков и приёмников охват расширился до всего Пелагонийского региона (города Битола, Прилеп, Крушево, Демир-Хисар). Телеканал «Тера» стал первым македонском телеканалом, организовавшим борьбу с аудио- и видеопиратством, что позволило ему войти в десятку наиболее популярных телеканалов в стране.

## Сетка вещания
«Тера» ориентируется на производство информационных программ (они имеют относительный приоритет), развлекательных передач и документальных проектов, которые были известны благодаря их высокой культурной ценности и затрагиванию особенно важных тем. Большое участие принимает телеканал в организации международных и национальных многоязычных телепроектов, что позволяет повысить размер аудитории за счёт привлечения иноязычных общин Северной Македонии.
Новая концепция телеканала подразумевает исследование проблем современной жизни Битолы без сильного акцента на политику. Для этого канал регулярно транслирует тележурналы, ток-шоу со зрителями в прямом эфире. Вместе с тем особое место заявляют программы на темы межэтнических отношений и конфликтов. Телеканал выполняет интегративную функцию жителей Пелагонийского региона, объединяя различные этнические группы в единую аудиторию. Зачастую некоторые программы ведутся фактически без закадровых комментариев, позволяя зрителю самостоятельно сделать выводы о событиях.